# Philibertia globiflora
Philibertia globiflora är en oleanderväxtart som beskrevs av Goyder. Philibertia globiflora ingår i släktet Philibertia och familjen oleanderväxter. Inga underarter finns listade i Catalogue of Life.